# خنزير الأنهار الأحمر
خنزير الأنهار الأحمر (الاسم العلمي: Potamochoerus porcus) هو خنزير بري، وهو أحد أنواع فصيلة الخِنزيريَّات التي تستوطنُ بعض أنحاء أفريقيا جنوب الصحراء الكُبرى، وهي تقطن الغابات المطيرة في الكونغو وغينيا. يعتبر هذا الخنزير وثيق الصلة بخنزيرِ الآجام.